# Sigi Rothemund
Siegfried „Sigi“ Rothemund, Pseudonym Siggi Götz (* 14. März 1944; † 13. Januar 2024 auf Menorca), war ein deutscher Filmregisseur und Drehbuchautor.

## Leben und Wirken
Vor seinem Wirken als Regisseur war Siegfried Rothemund als Regieassistent tätig. 1973 arbeitete Rothemund erstmals selbst als Filmregisseur. Er inszenierte und schrieb unter dem Pseudonym Siggi Götz zunächst Lederhosenfilme und seichte Filmkomödien. Diesen Namen führte er dann, „wenn er sich im Kino unter Niveau amüsieren wollte“. Dazu zählen Geh, zieh dein Dirndl aus (1973), Griechische Feigen (1976), Big Mäc (1985) und Piratensender Powerplay (1982). Diese Periode hielt bis zum Jahr 1988 an und endete mit dem Episodenfilm Starke Zeiten. Sein Sohn Marc Rothemund drehte über diese Epoche des deutschen Kinos den Film Pornorama.
Bereits 1979 konnte der Regisseur sich als Sigi Rothemund mit der Weihnachtsserie Timm Thaler profilieren. In den Jahren 1981 und 1982 verfilmte er auch die Weihnachtsserien Silas und Jack Holborn mit Patrick Bach als Hauptdarsteller. Mit der Serie Hafendetektiv, in der Klaus Löwitsch die Hauptrolle innehatte, machte er die ersten Schritte in Sachen Krimi, bevor er – wiederum mit Löwitsch in der Hauptrolle – bei Peter Strohm Regie führte. Es folgten Serienarbeiten für Die Männer vom K3 (1992) und Alles außer Mord (1994). 2002 übernahm er nach zwei Folgen die Filmreihe Donna Leon von Christian von Castelberg und inszenierte seitdem alle Folgen. Darüber hinaus realisierte er noch Episoden für Ein Fall für den Fuchs (2005) und Commissario Laurenti (2006).
Auch als Regisseur von Kino- und Fernsehfilmen war Rothemund erfolgreich. Unter seiner Leitung entstanden Werke wie Affäre Nachtfrost (1989), Der Eindringling (1990), Das Finale (1998), Unsere Kinder! Verschollen im Urlaub (1998), Gestern ist nie vorbei (1999), Ein Vater zum Verlieben (2001), Erinnere dich, wenn du kannst! (2005), Sterne über dem Eis (2009) und Oma wider Willen (2012). Zudem inszenierte er die ersten beiden Filme Ausweglos und Nach uns die Sintflut mit Robert Stadlober, der damit seine Film- und Fernsehkarriere begann. Rothemunds Schaffen als Regisseur für Film und Fernsehen umfasst rund 100 Produktionen.
Rothemunds gleichnamiger Vater war Inhaber der Siro Musik GmbH. Rothemunds Sohn Marc  ist ebenfalls Regisseur, seine Tochter Nina Rothemund Schauspielerin. Von 1983 bis 1998 war er mit der Schauspielerin Margit Geissler († 2016) verheiratet, aus dieser Beziehung stammt eine weitere Tochter. 1999 heirateten er und seine Frau Carmen. Sie waren bis 2021 verheiratet. Der Regisseur lebte in München und Spanien.
Rothemund starb am 13. Januar 2024 nach schwerer Krankheit auf der Mittelmeerinsel Menorca.

## Filmografie (Auswahl)
- 1973: Geh, zieh dein Dirndl aus
- 1974: Alpenglüh’n im Dirndlrock
- 1974: Bohr weiter, Kumpel
- 1974: Zwei im siebenten Himmel
- 1974: Der Liebesschüler – Es war nicht die Nachtigall
- 1976: Was treibt die Maus im Badehaus?
- 1977: Griechische Feigen
- 1977: Drei Schwedinnen in Oberbayern
- 1978: Summer Night Fever
- 1979: Cola, Candy, Chocolate
- 1979: Timm Thaler (ZDF-Weihnachtsserie)
- 1980: Die schönen Wilden von Ibiza
- 1980: Heiße Kartoffeln
- 1981: Silas (ZDF-Weihnachtsserie)
- 1982: Ehe oder Liebe
- 1982: Piratensender Powerplay
- 1982: Jack Holborn (ZDF-Weihnachtsserie)
- 1983: Plem, Plem – Die Schule brennt
- 1985: Jenseits der Morgenröte (Fernseh-Miniserie)
- 1985: Big Mäc
- 1985: Die Einsteiger
- 1985: Drei und eine halbe Portion
- 1988: Starke Zeiten
- 1989: Affäre Nachtfrost
- 1989–1992: Peter Strohm (Fernsehserie, Regie bei 5 Folgen)
- 1993: Liebe ist Privatsache (Fernsehserie, Regie bei 15 Folgen)
- 1995: Ausweglos
- 1996: Nach uns die Sintflut
- 1998: Der Clown (Fernsehserie, Regie bei 14 Folgen)
- 1998: Das Finale
- 2002: Wilde Engel (Pilotfilm)
- 2002: Maximum Speed – Renn’ um dein Leben (Fernsehfilm)[6]
- 2002–2019: Donna Leon (Fernsehreihe, 24 Episoden)
- 2005–2007: Ein Fall für den Fuchs (Fernseh-Filmreihe, 4 Episoden)
- 2005: Commissario Laurenti – Die Toten vom Karst (TV-Reihe)
- 2005: Erinnere dich, wenn du kannst!
- 2006: Commissario Laurenti – Gib jedem seinen eigenen Tod
- 2008: Wenn wir uns begegnen
- 2009: Sterne über dem Eis
- 2009: Kommissar LaBréa – Tod an der Bastille (Krimiserie, Folge 1)
- 2013: Die Landärztin – Entscheidung des Herzens
- 2014: Das Traumhotel – Marokko (Fernsehserie)
- 2015: Engel der Gerechtigkeit – Geld oder Leben
- 2016: Kreuzfahrt ins Glück (Fernsehserie)

## Wissenswertes
Seit 2001 gibt es die cineastische Zeitschrift Sigi Götz Entertainment, herausgegeben von Ulrich Mannes, die sich das Pseudonym von Siegfried Rothemund für ihren Titel geborgt hat und sich neben anderen filmgeschichtlichen Kuriositäten mit dem Werk des Namensgebers befasst.